# Мёрдре-Ламмедаль, Берит
Берит Мёрдре-Ламмедаль (норв. Berit Mørdre-Lammedal; 16 апреля 1940 года, Нес — 23 августа 2016) — норвежская лыжница, олимпийская чемпионка Зимних игр в Гренобле (1968), победитель и призёр чемпионатов мира.

## Спортивная карьера
Выступала за клуб Romerikslaget IL. В 1965 г. в составе эстафетной команды Норвегии стала бронзовым призером, а через год выиграла серебро на Шведских лыжных играх. На чемпионате мира-1966 в Осло завоевала серебряную медаль в эстафетной гонке.
На Олимпиаде-1968 в Гренобле стала чемпионкой в эстафетной гонке и серебряной медалисткой в гонке на 10 км, кроме того была 10-й в гонке на 5 км.
В 1969 г. на Шведских лыжных играх победила в эстафете и завоевала бронзовую медаль на 10-километровке. В 1970 и 1971 гг. становилась серебряным призером в эстафете и чемпионкой 1971 г. на дистанции 10 км. В том же году она стала первой представительницей лыжного спорта, отмеченной высшим знаком признания спортивных достижений в лыжном спорте Норвегии — медалью Холменколлена.
На зимних Олимпийских играх в Саппоро (1972) завоевала бронзу в эстафетной гонке, а также заняла 7-е место в гонке на 5 км и 14-е место в гонке на 10 км. В том же году она заняла третье место на Шведских лыжных на 10-километровке, а через года она выиграла бронзу в эстафете.
Являлась 7-кратной чемпионкой Норвегии на дистанции 10 км (1965, 1967, 1969, 1970, 1971, 1973, 1974), 6-кратной — на 5-километровке (1966—1968, 1971, 1973, 1974) и шесть раз побеждала в эстафете (1965—1970).
С 1965 г. до выхода на пенсию работала в норвежской полиции.